# Dioon califanoi
Dioon califanoi De Luca & Sabato, 1979 è una pianta appartenente alla famiglia delle Zamiaceae, endemica del Messico.

## Descrizione
Il fusto può raggiungere i 3 m di altezza per 20–30 cm di diametro.
 
Le foglie sono verde scuro e opache lunghe dai 70 agli 85 cm. Le più basse sono ridotte a spine.

I semi sono di forma ovoidale, di dimensioni 30–40 mm per 20–25 mm.

## Distribuzione e habitat
La specie è endemica del Messico, si trova in particolare negli stati di Oaxaca e Puebla. Cresce nelle zone ombreggiate delle foreste decidue, normalmente su suoli rocciosi e poveri di risorse. Si trova preferenzialmente nelle zone di transizione tra le foreste di querce e pini e le foreste tropicali.

## Conservazione
La IUCN Red List classifica D. califanoi come specie in pericolo di estinzione (Endangered).